# Millionærvagabonden
Millionærvagabonden er en amerikansk stumfilm fra 1917 af Victor Schertzinger.

## Medvirkende
- Charles Ray som Steven Du Peyster.
- Sylvia Breamer som Ruth Vail.
- J. Barney Sherry som Malcolm Blackridge.
- John Gilbert som James Cricket.
- Elvira Weil som Peggy O'Connor.